# Provinz Izumo

Karte der japanischen Provinzen, Izumo ist rot markiert

Izumo (jap. 出雲国, Izumo no kuni) oder Unshū (雲州) war eine der historischen Provinzen Japans. Heute ist das Gebiet der östliche Teil der Präfektur Shimane in der Region Chūgoku.

## Etymologie
Der Ursprung des Wortes bzw. der Lesung „Izumo“ wird von der Göttin Izanami abgeleitet. Sie gilt als Schöpferin Japans und soll auf dem Berg Hiba an der Grenze der Provinzen Izumo und Hōki beim heutigen Yasugi begraben sein. Das geschriebene Wort in der Bedeutung „herauskommende Wolken“ geht wiederum auf ein Gedicht des Gottes Susanoos im Kojiki zurück, als dieser einen Ort für einen Palast für sich und Kushinadahime suchte.

## Geschichte
Izumo war eine der politisch einflussreichen Regionen des historischen Japan. Im 4. Jahrhundert geriet die Region unter Einfluss des expandierenden Yamato-Reichs, in dem es die Rolle eines priesterlichen Besitztums übernahm. Bis heute ist der Izumo-Schrein, neben dem Ise-Schrein, eine der bedeutenden heiligen Stätten des Shintō. Er ist mehreren Kami gewidmet, besonders aber Ōkuninushi (Ō-kuni-nushi-no-mikoto), dem mythischen Ahnen von Susanoo und aller Clans von Izumo.
In der Sengoku-Zeit hatte Izumo stark an Bedeutung verloren. Ab 1566 bis vor der Schlacht von Sekigahara herrschte hier der Klan der Mōri, nach der Schlacht wurde die Region unter Horio Yoshiharu zum Lehen Matsue mit der Hauptburg im heutigen Matsue.

## Umfang
Die Provinz Izumo umfasste folgende spätere Landkreise (gun):
- Aika
- Iishi
- Izumo
- Kando
- Nita
- Nogi
- Ōhara
- Ou
- Shimane
- Tatenui